# Tournoi de clôture du championnat du Guatemala de football 2021
Navigation
Tournoi précédent Tournoi suivant
Le tournoi Clausura 2021 est le quarante-cinquième tournoi saisonnier disputé au Guatemala.
C'est cependant la 91e fois que le titre de champion du Guatemala est remis en jeu.
Le format avec deux groupes distincts adopté lors du tournoi d'ouverture est maintenu, chaque équipe disputant un total de seize rencontres avant les séries de fin de saison. Une place qualificative pour la Ligue de la CONCACAF 2021 est attribuée à l'issue de ce championnat au vainqueur du tournoi et une au meilleur vice-champion des tournois saisonniers.

## Les douze équipes participantes
| \| Ciudad de Guatemala: Antigua Comunicaciones Municipal Ciudad de Guatemala Malacateco Xelaju Santa Lucía Guastatoya Cobán Imperial Sanarate Iztapa Sacachispas Achuapa \| Localisation des équipes engagées dans le championnat. |
| Ciudad de Guatemala: Antigua Comunicaciones Municipal Ciudad de Guatemala Malacateco Xelaju Santa Lucía Guastatoya Cobán Imperial Sanarate Iztapa Sacachispas Achuapa                                                              |

Ce tableau présente les douze équipes qualifiées pour disputer le championnat 2020-2021. On y trouve le nom des clubs, le nom des stades dans lesquels ils évoluent ainsi que la capacité et la localisation de ces derniers.
| Club                           | Stade                                          | Capacité | Ville                     |
| Deportivo Achuapa (es)         | Stade municipal Manuel Ariza                   | 1 500    | El Progreso               |
| Antigua GFC                    | Stade Pensativo                                | 9 000    | Ciudad de Guatemala       |
| Cobán Imperial                 | Stade Verapaz                                  | 8 000    | Cobán                     |
| CSD Comunicaciones             | Stade Cementos Progreso                        | 17 000   | Ciudad de Guatemala       |
| Deportivo Guastatoya (es)      | Stade David Cordón Hichos (es)                 | 3 500    | Guastatoya                |
| Deportivo Iztapa (en)          | Stade municipal Morón                          | 3 000    | Iztapa                    |
| Deportivo Malacateco           | Stade Santa Lucía                              | 7 000    | Malacatán                 |
| CSD Municipal                  | Stade Manuel Felipe Carrera                    | 10 000   | Ciudad de Guatemala       |
| Deportivo Sanarate (en)        | Stade municipal                                | 4 000    | Sanarate                  |
| CSD Sacachispas (es)           | Stade Las Victorias                            | 9 500    | Chiquimula                |
| Santa Lucía Cotzumalguapa (es) | Stade municipal Santa Lucía Cotzumalguapa (es) | 9 000    | Santa Lucía Cotzumalguapa |
| Xelaju MC                      | Stade Mario Camposeco                          | 11 000   | Quetzaltenango            |

## Compétition
Le tournoi Clausura est divisé en trois phases :
- La phase de qualification : les seize journées de championnat.
- Le barrage pour la dernière place.
- La phase finale : les matchs aller-retour allant des demi-finales à la finale.

### Phase de qualification
Lors de la phase de qualification, deux groupes distincts sont formés. Chaque équipe affrontent à deux reprises celles de son groupe et une seule fois celles du groupe opposé selon un calendrier tiré aléatoirement.
Les deux meilleures équipes de chaque groupe sont qualifiées pour la phase finale.
Le classement est établi sur le barème de points classique (victoire à 3 points, match nul à 1, défaite à 0).
Le départage final se fait selon les critères suivants :
- Le nombre de points.
- La différence de buts générale.
- La différence de buts particulière.
- Le nombre de buts marqué.

#### Groupe A
| Rang | Équipe                         | Pts | J  | G  | N | P | Bp | Bc | Diff |
| ---- | ------------------------------ | --- | -- | -- | - | - | -- | -- | ---- |
| 1    | CSD Comunicaciones             | 34  | 16 | 10 | 4 | 2 | 28 | 12 | +16  |
| 2    | Santa Lucía Cotzumalguapa (es) | 24  | 16 | 6  | 6 | 4 | 13 | 13 | 0    |
| 3    | Deportivo Iztapa (en)          | 22  | 16 | 5  | 7 | 4 | 29 | 25 | +4   |
| 4    | Xelaju MC                      | 17  | 16 | 3  | 8 | 5 | 14 | 15 | -1   |
| 5    | Deportivo Malacateco           | 16  | 16 | 3  | 7 | 6 | 8  | 14 | -6   |
| 6    | Antigua GFC                    | 13  | 16 | 2  | 7 | 7 | 15 | 26 | -11  |

| Légende : Qualifications et relégations | Légende : Qualifications et relégations |
| --------------------------------------- | --------------------------------------- |
|                                         | Qualifié pour la phase finale           |

| Résultats (▼dom., ►ext.)                                   | Ant | Com | Izt | Mal | Xel | SLC |
| Antigua GFC                                                |     | 1-2 | 3-2 | 1-2 | 1-1 | 0-0 |
| CSD Comunicaciones                                         | 0-0 |     | 5-0 | 1-0 | 3-2 | 3-1 |
| Deportivo Iztapa (en)                                      | 5-2 | 3-3 |     | 1-1 | 1-0 | 2-0 |
| Deportivo Malacateco                                       | 2-0 | 0-3 | 1-1 |     | 0-0 | 0-0 |
| Xelaju MC                                                  | 3-0 | 2-1 | 2-1 | 0-0 |     | 0-1 |
| Santa Lucía                                                | 1-0 | 0-0 | 3-1 | 1-0 | 0-0 |     |
| - Victoire à domicile - Match nul - Victoire à l'extérieur |     |     |     |     |     |     |

#### Groupe B
| Rang | Équipe                      | Pts | J  | G | N | P  | Bp | Bc | Diff |
| ---- | --------------------------- | --- | -- | - | - | -- | -- | -- | ---- |
| 1    | Deportivo Guastatoya (es) T | 28  | 16 | 7 | 7 | 2  | 23 | 10 | +13  |
| 2    | CSD Municipal               | 27  | 16 | 8 | 3 | 5  | 24 | 11 | +13  |
| 3    | Cobán Imperial              | 23  | 16 | 5 | 8 | 3  | 20 | 17 | +3   |
| 4    | Deportivo Sanarate (en)     | 18  | 16 | 4 | 6 | 6  | 16 | 25 | -9   |
| 5    | CSD Sacachispas (es) P      | 18  | 16 | 5 | 3 | 8  | 15 | 26 | -11  |
| 6    | Deportivo Achuapa (es) P    | 14  | 16 | 4 | 2 | 10 | 16 | 27 | -11  |

| Légende : Qualifications et relégations | Légende : Qualifications et relégations          |
| --------------------------------------- | ------------------------------------------------ |
|                                         | Qualifié pour la phase finale                    |
|                                         | T Tenant du titre P Promu de la saison 2019-2020 |

| Résultats (▼dom., ►ext.)                                   | Com | Ant | Izt | Mal | Xel | SLC |
| Deportivo Achuapa                                          |     | 2-1 | 1-0 | 1-2 | 2-1 | 2-2 |
| Cobán Imperial                                             | 3-2 |     | 0-1 | 1-0 | 2-2 | 2-0 |
| Deportivo Guastatoya                                       | 3-0 | 1-1 |     | 0-0 | 3-0 | 5-1 |
| CSD Municipal                                              | 3-0 | 2-0 | 0-1 |     | 1-2 | 3-1 |
| CSD Sacachispas                                            | 1-0 | 1-2 | 0-1 | 0-3 |     | 2-1 |
| Deportivo Sanarate                                         | 2-1 | 0-0 | 3-2 | 2-1 | 0-0 |     |
| - Victoire à domicile - Match nul - Victoire à l'extérieur |     |     |     |     |     |     |

#### Classement général
| Rang | Équipe                         | Pts | J  | G  | N | P  | Bp | Bc | Diff |
| ---- | ------------------------------ | --- | -- | -- | - | -- | -- | -- | ---- |
| 1    | CSD Comunicaciones             | 34  | 16 | 10 | 4 | 2  | 28 | 12 | +16  |
| 2    | Deportivo Guastatoya (es) T    | 28  | 16 | 7  | 7 | 2  | 23 | 10 | +13  |
| 3    | CSD Municipal                  | 27  | 16 | 8  | 3 | 5  | 24 | 11 | +13  |
| 4    | Santa Lucía Cotzumalguapa (es) | 24  | 16 | 6  | 6 | 4  | 13 | 13 | 0    |
| 5    | Cobán Imperial                 | 23  | 16 | 5  | 8 | 3  | 20 | 17 | +3   |
| 6    | Deportivo Iztapa (en)          | 22  | 16 | 5  | 7 | 4  | 29 | 25 | +4   |
| 7    | Deportivo Sanarate (en)        | 18  | 16 | 4  | 6 | 6  | 16 | 25 | -9   |
| 8    | CSD Sacachispas (es) P         | 18  | 16 | 5  | 3 | 8  | 15 | 26 | -11  |
| 9    | Xelaju MC                      | 17  | 16 | 3  | 8 | 5  | 14 | 15 | -1   |
| 10   | Deportivo Malacateco           | 16  | 16 | 3  | 7 | 6  | 8  | 14 | -6   |
| 11   | Deportivo Achuapa (es) P       | 14  | 16 | 4  | 2 | 10 | 16 | 27 | -11  |
| 12   | Antigua GFC                    | 13  | 16 | 2  | 7 | 7  | 15 | 26 | -11  |

| Légende : Qualifications et relégations | Légende : Qualifications et relégations          |
| --------------------------------------- | ------------------------------------------------ |
|                                         | Qualifié pour la phase finale                    |
|                                         | T Tenant du titre P Promu de la saison 2019-2020 |

### Phase finale
Les huit équipes qualifiées sont réparties dans le tableau final d'après leur classement général. L'équipe la moins bien classée accueille lors du match aller et la meilleure lors du match retour.
En cas d'égalité sur la somme des deux matchs, c'est l'équipe la mieux placée au classement général qui l'emporte.

#### Tableau
|  |                                |                                |                                |               |                           |                    |     |            |            |            |            |                    |     |   |        |        |        |        |        |  |  |
|  | 1/4 de finale                  | 1/4 de finale                  | 1/4 de finale                  | 1/4 de finale | 1/4 de finale             |                    |     | 1/2 finale | 1/2 finale | 1/2 finale | 1/2 finale | 1/2 finale         |     |   | Finale | Finale | Finale | Finale | Finale |  |  |
|  |                                |                                |                                |               |                           |                    |     |            |            |            |            |                    |     |   |        |        |        |        |        |  |  |
|  |                                |                                |                                |               |                           |                    |     |            |            |            |            |                    |     |   |        |        |        |        |        |  |  |
|  | CSD Comunicaciones             | (1)                            | 1                              | 1             | 0                         |                    |     |            |            |            |            |                    |     |   |        |        |        |        |        |  |  |
|  | CSD Comunicaciones             | (1)                            | 1                              | 1             | 0                         |                    |     |            |            |            |            |                    |     |   |        |        |        |        |        |  |  |
|  | CSD Sacachispas (es)           | (8)                            | 0                              | 0             | 0                         |                    |     |            |            |            |            |                    |     |   |        |        |        |        |        |  |  |
|  | CSD Sacachispas (es)           | (8)                            | 0                              | 0             | 0                         | CSD Comunicaciones | (1) | 2          | 1          | 0          |            |                    |     |   |        |        |        |        |        |  |  |
|  |                                |                                |                                |               |                           | CSD Comunicaciones | (1) | 2          | 1          | 0          |            |                    |     |   |        |        |        |        |        |  |  |
|  |                                |                                | Deportivo Iztapa (en)          | (6)           | 2                         | 1                  |     |            |            |            |            |                    |     |   |        |        |        |        |        |  |  |
|  | CSD Municipal                  | (3)                            | Deportivo Iztapa (en)          | (6)           | 2                         | 1                  | 1   | 0          | 0          |            |            |                    |     |   |        |        |        |        |        |  |  |
|  | CSD Municipal                  | (3)                            |                                |               |                           |                    |     |            | 0          |            |            |                    |     |   |        |        |        |        |        |  |  |
|  | Deportivo Iztapa (en)          | (6)                            | 3                              | 0             |                           |                    |     |            |            |            |            |                    |     |   |        |        |        |        |        |  |  |
|  | Deportivo Iztapa (en)          | (6)                            | 3                              | 0             |                           |                    |     |            |            |            |            | CSD Comunicaciones | (1) | 0 | 5      |        |        |        |        |  |  |
|  |                                |                                |                                |               |                           |                    |     |            |            |            |            | CSD Comunicaciones | (1) | 0 | 5      |        |        |        |        |  |  |
|  |                                | Santa Lucía Cotzumalguapa (es) | (4)                            | 4             | 2                         |                    |     |            |            |            |            |                    |     |   |        |        |        |        |        |  |  |
|  | Deportivo Guastatoya (es)      | Santa Lucía Cotzumalguapa (es) | (4)                            | 4             | 2                         | (2)                | 0   | 4          |            |            |            |                    |     |   |        |        |        |        |        |  |  |
|  | Deportivo Guastatoya (es)      |                                |                                |               |                           |                    | 0   | 4          |            |            |            |                    |     |   |        |        |        |        |        |  |  |
|  | Deportivo Sanarate (en)        | (7)                            | 2                              | 1             |                           |                    |     |            |            |            |            |                    |     |   |        |        |        |        |        |  |  |
|  | Deportivo Sanarate (en)        | (7)                            | 2                              | 1             | Deportivo Guastatoya (es) | (2)                | 0   | 1          |            |            |            |                    |     |   |        |        |        |        |        |  |  |
|  |                                |                                |                                |               |                           | (2)                | 0   | 1          |            |            |            |                    |     |   |        |        |        |        |        |  |  |
|  |                                |                                | Santa Lucía Cotzumalguapa (es) | (4)           | 1                         | 2                  |     |            |            |            |            |                    |     |   |        |        |        |        |        |  |  |
|  | Santa Lucía Cotzumalguapa (es) | (4)                            | Santa Lucía Cotzumalguapa (es) | (4)           | 1                         | 2                  | 1   | 3          | 0          |            |            |                    |     |   |        |        |        |        |        |  |  |
|  | Santa Lucía Cotzumalguapa (es) | (4)                            |                                |               |                           |                    | 1   | 3          | 0          |            |            |                    |     |   |        |        |        |        |        |  |  |
|  | Cobán Imperial                 | (5)                            | 1                              | 0             |                           |                    |     |            |            |            |            |                    |     |   |        |        |        |        |        |  |  |
|  | Cobán Imperial                 | (5)                            | 1                              | 0             |                           |                    |     |            |            |            |            |                    |     |   |        |        |        |        |        |  |  |

#### Quarts de finale
| Club                           | Aller | Retour | Club                    | Commentaire |
| CSD Comunicaciones             | 1-0   | 1-0    | CSD Sacachispas (es)    |             |
| Deportivo Guastatoya (es)      | 0-2   | 4-1    | Deportivo Sanarate (en) |             |
| CSD Municipal                  | 1-3   | 0-0    | Deportivo Iztapa (en)   |             |
| Santa Lucía Cotzumalguapa (es) | 1-1   | 3-0    | Cobán Imperial          |             |

#### Demi-finales
| Club                      | Aller | Retour | Club                           | Commentaire                          |
| CSD Comunicaciones        | 2-2   | 1-1    | Deportivo Iztapa (en)          | Règle des buts marqués à l'extérieur |
| Deportivo Guastatoya (es) | 0-1   | 1-2    | Santa Lucía Cotzumalguapa (es) |                                      |

#### Finale
| Match aller | Santa Lucía Cotzumalguapa (es)                              | 4 - 0   | CSD Comunicaciones | Stade Cotzumalguapa      |                          |
| 20 mai 2021 | Diego Ruiz 12e · Romario da Silva 29e 88e · Isaac Acuña 38e | (3 - 0) |                    | Arbitrage : Walter López | Arbitrage : Walter López |
| 20 mai 2021 | Rapport                                                     |         |                    | Arbitrage : Walter López | Arbitrage : Walter López |

| Match retour | CSD Comunicaciones                                                   | 5 - 2   | Santa Lucía Cotzumalguapa (es)               | Stade Doroteo Guamuch Flores |                           |
| 23 mai 2021  | Júnior Lacayo 39e 54e 73e · Stheven Robles 45+2e · Nicolás Royón 46e | (2 - 0) | 90+1e Thales Moreira · 90+3e Enrique Miranda | Arbitrage : Mario Escobar    | Arbitrage : Mario Escobar |
| 23 mai 2021  | Rapport                                                              |         |                                              | Arbitrage : Mario Escobar    | Arbitrage : Mario Escobar |

| Vainqueur du Tournoi Clausura 2021 Santa Lucía Cotzumalguapa (es) 1er titre |

## Classement cumulatif
| Rang | Équipe                              | Pts | J  | G  | N  | P  | Bp | Bc | Diff |
| ---- | ----------------------------------- | --- | -- | -- | -- | -- | -- | -- | ---- |
| 1    | CSD Comunicaciones                  | 66  | 32 | 19 | 9  | 4  | 53 | 22 | +31  |
| 2    | CSD Municipal                       | 63  | 32 | 19 | 6  | 7  | 58 | 19 | +39  |
| 3    | Cobán Imperial                      | 49  | 32 | 12 | 13 | 7  | 39 | 30 | +9   |
| 4    | Deportivo Guastatoya (es) C         | 48  | 32 | 11 | 15 | 6  | 42 | 29 | +13  |
| 5    | Deportivo Iztapa (en)               | 41  | 32 | 10 | 11 | 11 | 53 | 53 | 0    |
| 6    | Deportivo Malacateco                | 40  | 32 | 10 | 10 | 12 | 27 | 32 | -5   |
| 7    | FC Santa Lucía Cotzumalguapa (es) C | 40  | 32 | 10 | 10 | 12 | 25 | 30 | -5   |
| 8    | Xelaju MC                           | 38  | 32 | 9  | 11 | 12 | 31 | 37 | -6   |
| 9    | Antigua GFC                         | 33  | 32 | 7  | 12 | 13 | 36 | 49 | -13  |
| 10   | Deportivo Achuapa (es) P            | 33  | 32 | 9  | 6  | 17 | 33 | 48 | -15  |
| 11   | Deportivo Sanarate (en)             | 32  | 32 | 7  | 11 | 14 | 35 | 58 | -23  |
| 12   | CSD Sacachispas (es) P              | 31  | 32 | 7  | 10 | 15 | 36 | 60 | -24  |

| Légende : Qualifications et relégations | Légende : Qualifications et relégations                                        |
| --------------------------------------- | ------------------------------------------------------------------------------ |
|                                         | Qualifié pour les huitièmes de finale de la Ligue de la CONCACAF 2021          |
|                                         | Qualifié pour le tour préliminaire de la Ligue de la CONCACAF 2021             |
|                                         | Relégué en Primera División de Guatemala                                       |
|                                         | C Vainqueur d'un des deux tournois de la saison P Promu de la saison 2019-2020 |

## Bilan du tournoi
| Tournoi de clôture du championnat de football du Guatemala 2021 |                                            |
| Champion                                                        | Santa Lucía Cotzumalguapa (es) (1er titre) |
| Dauphin                                                         | CSD Comunicaciones                         |
| Qualifications continentales                                    |                                            |
| Ligue de la CONCACAF 2021                                       | Santa Lucía Cotzumalguapa (es)             |
| Ligue de la CONCACAF 2021                                       | CSD Comunicaciones                         |